# زندگی با خود
زندگی با خودت (انگلیسی: Living with Yourself) یک سریال اینترنتی ساخته نت‌فلیکس با بازی پل راد است. این سریال که به صورت یک‌جا در ۱۸ اکتبر ۲۰۱۹ منتشر شد، در ژانر کمدی تاریک و علمی تخیلی قرار می‌گیرد. زندگی با خود داستان مردی به نام مایلز است که تحت عملی مرموز قرار می‌گیرد تا زندگی بهتری داشته‌باشد، اما بعدتر متوجه می‌شود که با یک نسخه کلون دوگانه بهتر از خودش جایگزین شده است.
فصل اول این سریال که در سال ۲۰۱۹ منتشر شد شامل ۸ قسمت ۲۱ تا ۳۵ دقیقه‌ای است. این سریال موفق به دریافت امتیاز ۸۶ درصد از راتن تومیتوز شد.